# William Kaelin Jr.
William George Kaelin Jr. (Nova Iorque, 1957) é um professor de medicina da Universidade Harvard e do Dana–Farber Cancer Institute. Kaelin recebeu o Nobel de Fisiologia ou Medicina de 2019, juntamente com Gregg L. Semenza e Peter J. Ratcliffe.

## Prêmios selecionados
- Prêmio Internacional da Fundação Gairdner (2010)[2]
- Prêmio Wiley de Ciências Biomédicas (2014)
- Prêmio Albert Lasker de Pesquisa Médica Básica (2016)
- Prêmio Massry (2018)
- Nobel de Fisiologia ou Medicina (2019)